# Firefly (vela)

Ilustração de uma embarcação da classe Firefly.

A classe Firefly, originalmente Sea Swallow, é uma classe de iates clássicos de corrida. Foi projetada pelo designer de Uffa Fox como um modelo de corrida único e construída pela primeira vez em 1946.
O projeto foi inicialmente construído pela Fairey Marine no Reino Unido, começando em 1946 até o final de 1972. Foi então construído pela Vic Lewis Boats a partir de 1973, em fibra de vidro, utilizando moldes da Craft Moldings. Em 1976, a Knight e a Pink Marine reiniciaram a produção de barcos de madeira. A Omega Boats construiu uma versão sanduíche de espuma do projeto e, em seguida, a Porter Boats a produziu até 1995. De 1997 a 2023, a produção foi pela Rondar Raceboats no Reino Unido.
O barco tem calado de 4,25 pés (1,30 m) com a placa central estendida e 10 pol. (25 cm) com ela retraída, permitindo operação em águas rasas, praia ou transporte terrestre em reboque. Esta classe fez parte do programa da vela nos Jogos Olímpicos de Verão de 1948. O Museu Marítimo Nacional da Cornualha observa: "o Firefly foi um dos primeiros botes de produção já construídos em grande número, muito antes dos dias dos barcos de plástico reforçado com vidro, e não há dúvida de que colocou a navegação ligeira ao alcance financeiro de muitas pessoas – o custo inicial de um barco era de £ 65."